# Edmund Law
Edmund Law (6 juin 1703 - 14 août 1787) est prêtre de l'Église d'Angleterre. Il est maître de Peterhouse, Cambridge, professeur de philosophie à Knightbridge à l'université de Cambridge de 1764 à 1769 et évêque de Carlisle de 1768 à 1787.

## Biographie
Law est né dans la paroisse de Cartmel, Grange-over-Sands, Lancashire, le 6 juin 1703. Le père de l'évêque, Edmund Law, issu d'une famille de yeomen ou d' hommes d'État, installés depuis longtemps à Askham dans le Westmorland, est le fils d'Edmund Law, de Carhullan et Measand (testament daté de 1689), et de son épouse Elizabeth Wright of Measand. Le père de l'évêque est vicaire de Staveley-in-Cartmel, et maître d'une petite école là-bas de 1693 à 1742. Il épouse à Kendal le 29 novembre 1701 Patience Langbaine, de la paroisse de Kirkby-Kendal, qui est inhumée au cimetière de Cartmel. Il semble, lors de son mariage, s'être installé sur la propriété de sa femme à Buck Crag, à environ quatre milles de Staveley . Là, son fils unique, Edmund - le futur évêque, est né. Le garçon, éduqué d'abord à l'école Cartmel, puis au lycée gratuit de Kendal, est allé au St. John's College de Cambridge. Il obtient sa licence en 1723. Bientôt élu membre du Christ's College, il obtient une maîtrise en 1727. A Cambridge, ses principaux amis sont Daniel Waterland, maître du Magdalene College, John Jortin et John Taylor, rédacteur en chef de Démosthène.
En 1737, Law reçoit le presbytère de Greystoke à Cumberland, dont la nomination revenait alors à l'université, et peu de temps après, il épouse Mary Christian. En 1743, il est nommé archidiacre de Carlisle, et en 1746 il quitte Greystoke pour Great Salkeld, dont le presbytère est annexé à l'archidiaconé.
Law devient maître de Peterhouse le 12 novembre 1754  et démissionne en même temps de sa place d'archidiacre. En 1760, Law est nommé bibliothécaire, ou plutôt proto-bibliothecarius, de l'université de Cambridge, un poste créé en 1721, et d'abord rempli par le Dr Conyers Middleton, et en 1764 il est nommé professeur de philosophie morale à Knightbridge . En 1763, il est présenté à l'archidiaconé du Staffordshire et à une prébende dans la Cathédrale de Lichfield par son ancien élève, Frederick Cornwallis et reçoit une prébende dans la Cathédrale de Lincoln en 1764, et en 1767, une stalle de prébende dans la Cathédrale de Durham grâce à l'influence du duc de Newcastle.

## Évêque de Carlisle

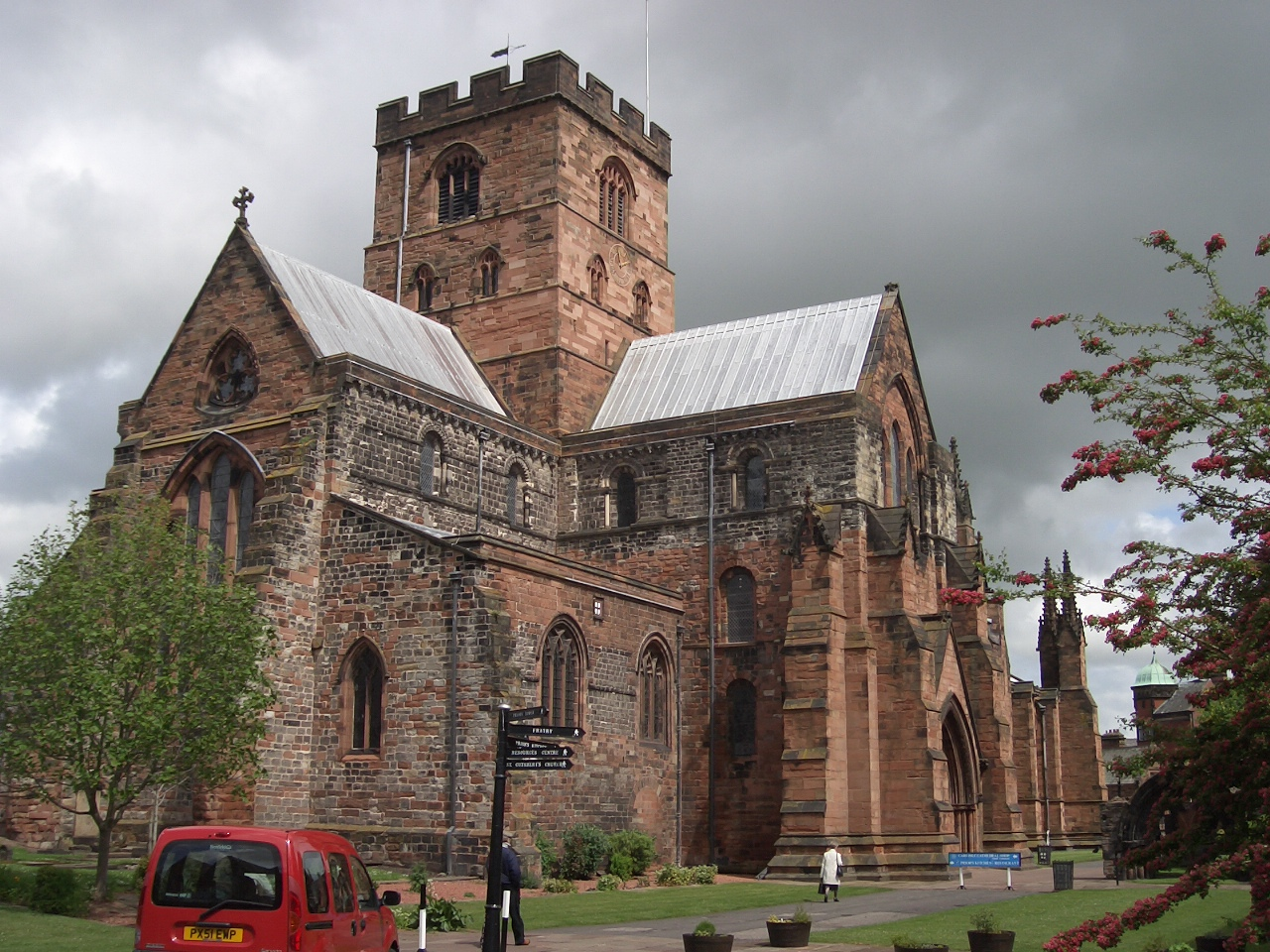
Law est enterré dans la cathédrale de Carlisle

En 1768, Law est recommandé par le duc de Grafton, alors chancelier de l'université, pour l'évêché de Carlisle. Son ami et biographe, William Paley, déclare que Law considère son élévation comme une preuve satisfaisante que la liberté d'opinion décente n'était pas découragée.

## Vie privée
La femme de Law est décédée avant lui en 1772, laissant huit fils et quatre filles :
- Edmond Law (1741-1758)
- Bridget Law (1742, décédée à l'âge de 6 jours)
- Mary Law (1744-1768), épouse James Stephen Lushington
- John Law (1745-1810), évêque d'Elphin
- Elizabeth Law (1746-1767)
- Ewan Law (1747-1829), député de Westbury (1795-1800) et Newtown (1802)
- Edward Law (1er baron Ellenborough) (1750-1818), Lord Chief Justice
- Christian Law (1752-1773)
- Joanna Law (1753-1823), épouse Sir Thomas Rumbold, gouverneur de Madras
- Joseph Law (1755-1818)
- Thomas Law (en) (1756-1834), investisseur à Washington, DC
- George Henry Law (1761-1845), évêque de Chester et Évêque de Bath et Wells

Le portrait de l'évêque est peint trois fois : par Romney en 1777 pour Sir Thomas Rumbolt ; en 1783 pour le docteur John Law, alors évêque de Clonfert ; et une demi-longueur, sans ses robes, en 1787 pour Edward Law, plus tard Lord Ellenborough .
Law meurt à Rose Castle, à Dalston, Cumbria, le 14 août 1787, dans sa quatre-vingt-cinquième année. Il est enterré dans la Cathédrale de Carlisle.

## Travaux

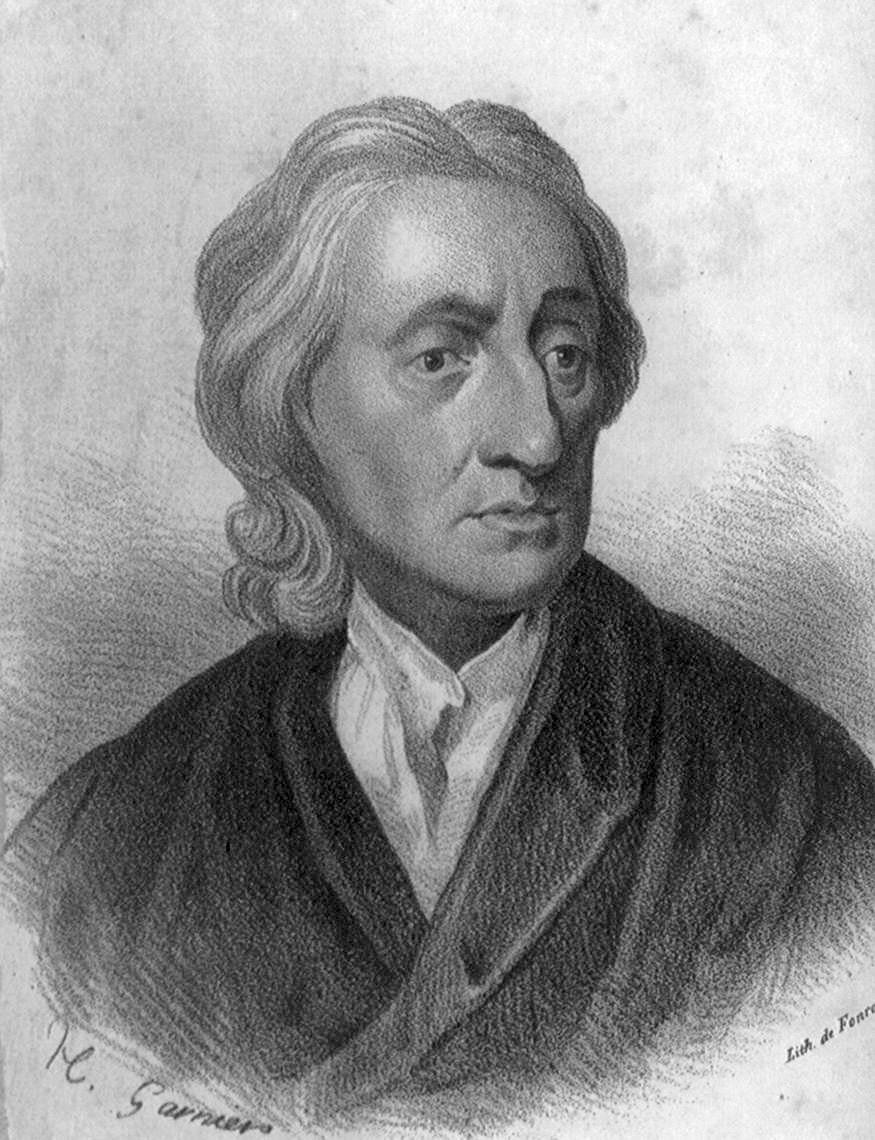
Law est un ardent disciple de John Locke.

Sa première œuvre littéraire est son Essai sur l'origine du mal, une traduction de De Origine Mali de l'archevêque William King, que Law illustre de nombreuses notes en 1731. En 1734, alors qu'il est encore au Christ's College, il prépare, avec John Taylor, Thomas Johnson et Sandys Hutchinson, une édition du Thesaurus Linguæ Latinæ de Robert Estienne, et la même année parait son Inquiry into the Ideas of Space and Time, une attaque contre les preuves a priori de l'existence de Dieu, en réponse à un ouvrage de John Jackson intitulé L'existence et l'unité de Dieu prouvées à partir de sa nature et de ses attributs.
L'ouvrage par lequel il est peut-être le plus connu, Considérations sur l'état du monde en ce qui concerne la théorie de la religion, est publié à Cambridge en 1745. L'idée principale du livre est que la race humaine a été, et est, à travers un processus d'éducation divine, progressivement et continuellement en progression dans la religion, naturelle ou révélée, au même rythme qu'elle progresse dans toutes les autres connaissances. Dans ses opinions philosophiques, il est un ardent disciple de John Locke, en politique, il est un whig, et en tant que prêtre, il représente la position la plus latitudinale de l'époque, mais sa croyance chrétienne est fermement fondée sur l'évidence des miracles . La théorie de la religion connait de nombreuses éditions, élargie par la suite avec des réflexions sur la vie et le caractère du Christ, et une annexe concernant l'utilisation des mots âme et esprit dans les Saintes Écritures . Une autre édition, avec la vie de l'auteur de Paley en préfixe, est publiée par son fils, George Henry Law, alors évêque de Chester, en 1820. Une traduction allemande, faite à partir de la cinquième édition augmentée, est imprimée à Leipzig en 1771.
En 1754, Law défend, dans sa soutenance de doctorat, sa doctrine favorite selon laquelle l'âme, qui à son avis n'est pas naturellement immortelle, passe dans un état de sommeil entre la mort et la résurrection. Cette théorie rencontre beaucoup d'opposition ; il est cependant défendu par l'archidiacre Francis Blackburne (en) .
En 1774, Law, alors évêque, publie anonymement une déclaration franche en faveur de la tolérance religieuse dans une brochure intitulée Considérations sur l'opportunité d'exiger la souscription aux articles de foi . Il est inspiré par une pétition présentée au parlement en 1772, par l'archidiacre Francis Blackburne et d'autres pour l'abolition de la souscription, et Law soutient qu'il est déraisonnable d'imposer à un membre du clergé dans une église plus qu'une promesse de se conformer à sa liturgie, ses rites, et des bureaux, sans exiger aucune profession de la croyance actuelle d'un tel ministre, encore moins aucune promesse de croyance constante, dans des doctrines particulières. La publication est attaquée par Thomas Randolph d'Oxford, et défendue par A Friend of Religious Liberty dans un tract attribué par certains à Paley, et aurait été sa première production littéraire.
En 1777 Law publie une édition des œuvres de Locke, en 4 vol., avec une préface et une vie de l'auteur. Cela comprend, de manière anonyme, son essai de 1769 « Une défense de l'opinion de M. Locke concernant l'identité personnelle ». Law publie également plusieurs sermons. Sa Bible entrelacée, avec de nombreuses notes manuscrites, est conservée au British Museum.